# Felice Mariani

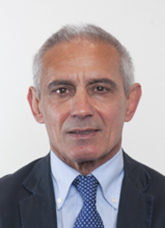
Felice Mariani

Felice Mariani (* 8. Juli 1954 in Rom) ist ein ehemaliger italienischer Judoka. Er war dreimal Europameister und gewann 1976 eine olympische Bronzemedaille.

## Sportliche Karriere
Der 1,60 m große Mariani war bis 1976 im Leichtgewicht bis 63 Kilogramm aktiv und in dieser Gewichtsklasse von 1973 bis 1976 italienischer Meister. Nach Neuordnung der Gewichtsklassen trat er ab 1977 im Superleichtgewicht bis 60 Kilogramm an, in dieser Gewichtsklasse war er 1977 italienischer Meister.
1974 belegte Mariani den zweiten Platz bei den Studentenweltmeisterschaften und siegte bei den Junioreneuropameisterschaften. Bei den Judo-Weltmeisterschaften 1975 unterlag er früh im Turnier dem späteren Weltmeister Yoshiharu Minami aus Japan. Mit drei Siegen in der Hoffnungsrunde kämpfte sich Mariani zur Bronzemedaille durch. 1976 gewann er bei den Militärweltmeisterschaften. Bei den Olympischen Spielen 1976 in Montreal unterlag er im Halbfinale dem Südkoreaner Chang Eun-kyung, im Kampf um Bronze bezwang er den Österreicher Erich Pointner.
1977 belegte Mariani den dritten Platz bei den Militärweltmeisterschaften. Bei den Europameisterschaften 1978 gewann er im Finale gegen den Ungarn Ferenc Szabó. Im Jahr darauf verteidigte er seinen Titel bei den Europameisterschaften in Brüssel durch einen Finalsieg über Helmut Grobelin aus der Bundesrepublik Deutschland. Bei den Judo-Weltmeisterschaften 1979 erhielt Mariani die Bronzemedaille nach seiner Halbfinalniederlage gegen den Südkoreaner Gwak U-jong. 1980 gewann der Italiener im Finale der Europameisterschaften in Wien gegen den Österreicher Josef Reiter und sicherte sich damit die dritte Goldmedaille hintereinander.
An den Olympischen Spielen 1980 nahm trotz des Olympiaboykotts eine italienische Mannschaft teil, allerdings untersagte die italienische Regierung Angehörigen der italienischen Streitkräfte die Teilnahme. Felice Mariani als Angehöriger der Guardia di Finanza konnte deshalb nicht an den Spielen in Moskau teilnehmen.
1981 und 1982 siegte Mariani bei den Militärweltmeisterschaften. Bei den Judo-Weltmeisterschaften 1981 unterlag er im Halbfinale dem Japaner Yasuhiko Moriwaki, im Kampf um Bronze besiegte er Peter Jupke aus der BRD. Drei Jahre später erreichte er bei den Europameisterschaften 1984 das Finale, unterlag dort allerdings Chasret Tlezeri aus der Sowjetunion. Zum Abschluss seiner internationalen Karriere nahm Mariani an den Olympischen Spielen 1984 in Los Angeles teil. Er unterlag dem späteren Olympiasieger Shinji Hosokawa aus Japan im Viertelfinale, nach seiner Niederlage gegen den Briten Neil Eckersley belegte Mariani den fünften Platz.
Nach seiner aktiven Laufbahn war Mariani als Trainer aktiv, viele Jahre betreute er die italienische Frauen-Nationalmannschaft. Unter anderem führte er Giulia Quintavalle zum Olympiasieg 2008.